# Guillermo Padula
Guillermo Padula Lenna (Colonia del Sacramento, 16 settembre 1997) è un calciatore uruguaiano, difensore del Rapperswil-Jona.

## Carriera

### Club
Cresciuto nel settore giovanile del Plaza Colonia, ha esordito in prima squadra il 5 aprile 2014 disputando l'incontro di Segunda División vinto 1-0 contro il Rampla Juniors.

### Nazionale
Ha giocato nella nazionale uruguaiana Under-20.

## Statistiche

### Presenze e reti nei club
Statistiche aggiornate al 19 giugno 2021.
| Stagione             | Squadra              | Campionato           | Campionato | Campionato | Coppe nazionali | Coppe nazionali | Coppe nazionali | Coppe continentali | Coppe continentali | Coppe continentali | Altre coppe | Altre coppe | Altre coppe | Totale | Totale |
| Stagione             | Squadra              | Comp                 | Pres       | Reti       | Comp            | Pres            | Reti            | Comp               | Pres               | Reti               | Comp        | Pres        | Reti        | Pres   | Reti   |
| -------------------- | -------------------- | -------------------- | ---------- | ---------- | --------------- | --------------- | --------------- | ------------------ | ------------------ | ------------------ | ----------- | ----------- | ----------- | ------ | ------ |
| 2013-2014            | Plaza Colonia        | SD                   | 1          | 0          |                 | -               | -               |                    | -                  | -                  |             | -           | -           | 1      | 0      |
| 2014-2015            | Plaza Colonia        | SD                   | 23         | 0          |                 | -               | -               |                    | -                  | -                  |             | -           | -           | 23     | 0      |
| 2015-2016            | Plaza Colonia        | PD                   | 10         | 1          |                 | -               | -               |                    | -                  | -                  |             | -           | -           | 10     | 1      |
| 2016                 | Plaza Colonia        | PD                   | 4          | 0          |                 | -               | -               | CS                 | 0                  | 0                  |             | -           | -           | 4      | 0      |
| 2017                 | Plaza Colonia        | PD                   | 33         | 1          |                 | -               | -               |                    | -                  | -                  |             | -           | -           | 33     | 1      |
| 2018                 | Plaza Colonia        | SD                   | 0          | 0          |                 | -               | -               |                    | -                  | -                  |             | -           | -           | 0      | 0      |
| Totale Plaza Colonia | Totale Plaza Colonia | Totale Plaza Colonia | 71         | 2          |                 | -               | -               |                    | 0                  | 0                  |             | -           | -           | 71     | 2      |
| feb.-ago. 2019       | Mendrisio            | 1L                   | 12         | 0          |                 | -               | -               |                    | -                  | -                  |             | -           | -           | 12     | 0      |
| 2019-feb. 2020       | Bellinzona           | PL                   | 7          | 0          | CS              | 2               | 0               |                    | -                  | -                  |             | -           | -           | 9      | 0      |
| 2020-2021            | Sciaffusa            | CL                   | 20         | 0          |                 | -               | -               |                    | -                  | -                  |             | -           | -           | 20     | 0      |
| Totale carriera      | Totale carriera      | Totale carriera      | 110        | 2          |                 | 2               | 0               |                    | 0                  | 0                  |             | -           | -           | 112    | 2      |

## Palmarès

### Club

#### Competizioni nazionali
- Promotion League: 1

Rapperswil-Jona: 2024-2025